# José Arturo Castellanos Contreras
José Arturo Castellanos Contreras (* 23. Dezember 1893 in Ciudad San Vicente; † 18. Juni 1977 in San Salvador) war vom 4. November 1941 bis 1. Oktober 1945 Konsul von El Salvador in Genf. Er bekam den Beinamen „Schindler von El Salvador“.
Während der Zeit des Nationalsozialismus in Deutschland bestätigte Castellanos die angebliche El Salvadorianische Staatsbürgerschaft für ca. 40.000 Juden, um diese so vor der rassistischen Verfolgung und Ermordung durch die Nationalsozialisten zu schützen.

## Biografie
José Arturo Castellanos Contreras wurde als Sohn von General Adelino Castellanos und Isabel Contreras geboren und hatte zwei Brüder. Er heiratete die Schweizerin Maria Schürmann, mit der er eine Tochter und zwei Söhne bekam: Frieda, Paul Andree, und José Arturo Castellanos Jr. 
Im Januar 1910 wurde Contreras mit 13 Jahren Kadett an der Escuela Politécnica welche er im September 1913 als Unteroffizier verließ. 1914 wurde er Abteilungsbefehlshaber bei der Artillerie und wurde 1917 zum Oberst und Befehlshaber des Artillerieregiments befördert. 1921 nach einer weiteren Beförderung wechselte er zur Guardia Nacional als stellvertretender Befehlshaber und 1928 als Befehlshaber. 1930 kehrte er zur Artillerie zurück. 1932, dem Jahr des Ethnozids im Westen El Salvadors, wurde er Vertreter der Artillerie im Generalstab der salvadorianischen Armee (FAES). Der Diktator und Faschistenfreund Maximiliano Hernández Martínez schickte ihn nach Italien in die faschistische Diktatur des Benito Mussolini.
Contreras studierte am Istituto di Studi Militari dell'Esercito in Turin in den 1930er Jahren. 1936 wurde er zum stellvertretenden Leiter des Generalstabes.
Zum Waffenkauf erhielt Contreras diplomatische Immunität.
Die Waffenfabrik Solothurn war ein  Joint Venture der Hirtenberger Patronenfabrik (vertreten durch Fritz Mandl) und der Rheinmetall (vertreten durch Waffeningenieur Hans Eltze), mit welcher österreichische und deutsche Waffen exportiert wurden. Miguel Mármol berichtet über eine automatische Pistole deutscher Fabrikation, die man »Solotour« nannte. Im Juni 1937 reiste Castellanos nach Tschechien. Am 25. Oktober 1937 wurde er als Generalkonsul El Salvadors bei Georg VI. in Liverpool akkreditiert. 
Am 9. Mai 1938 wurde er als Generalkonsul El Salvadors bei Adolf Hitler in Hamburg akkreditiert. Die Ernennung zum Generalkonsul El Salvadors in Hamburg wurde wegen der Schließung des Konsulates am 5. September 1945 aufgehoben. (El Salvador hatte am 8. Dezember 1941 dem Deutschen Reich den Krieg erklärt.) Am 4. November 1941 wurde er Generalkonsul El Salvadors bei Marcel Pilet-Golaz in Genf. Gyorgy Mandl war wie Contreras Attaché. Nach einer Gefangenschaft durch die Nazis in Zagreb gelang Gyorgy Mandl die Flucht nach Genf. Mandl kannte Contreras aus seiner Geschäftstätigkeit. Contreras bürgerte Mandl in El Salvador ein und gab ihm den Namen George Mandel-Mantello. Es wurden etwa 40.000 Nationalitätsbescheinigungen für El Salvador ausgestellt. Mit diesen Nationalitätsbescheinigungen konnte nicht (wie mit Reisepässen) ausgereist werden, jedoch stellten sie die Besitzer unter den Schutz des Internationalen Komitees vom Roten Kreuz.

Medaille, verliehen durch Yad Vashem an die „Gerechten unter den Völkern“

## Ehrungen
Die Bemühungen von Colonel Contreras im Namen der Juden Mitteleuropas wurden zu verschiedenen Zeiten von der Anti-Defamation League, dem American Jewish Committee und der Gruppe Visas For Life anerkannt. 1999 ehrte der Stadtrat von Jerusalem die Enkelin von Contreras anlässlich der Einweihung der El-Salvador-Straße. 1995 würdigte Präsident Bill Clinton in einem Brief an die Anti-Defamation League Oberst Contreras und andere Mitglieder des salvadorianischen diplomatischen Korps für ihre Bemühungen, Tausende vor der Vernichtung durch die Nazis zu retten. Contreras, der während des Zweiten Weltkriegs kaum von seiner Rolle als Retter sprach, wurde 1972 vom Schriftsteller Leon Uris zu diesem Thema interviewt. Nach dem Interview fragte ihn seine Tochter, warum er ihr das nie erzählt habe. Er antwortete: „Weil jeder an meiner Stelle das Gleiche getan hätte“. Für ihn war es nichts Heldenhaftes oder Spektakuläres.
Nachdem das israelische Außenministerium und die jüdische Gemeinde von El Salvador befragt worden ist, wurde José Arturo Castellanos Contreras 2010 von Yad Vashem mit dem Titel Gerechter unter den Völkern ausgezeichnet. Er erscheint auch in einer von der Raoul-Wallenberg-Stiftung  geführten Liste als einer der Diplomaten, die sich für die Rettung von Juden einsetzten.